# St. Agatha (Grunern)

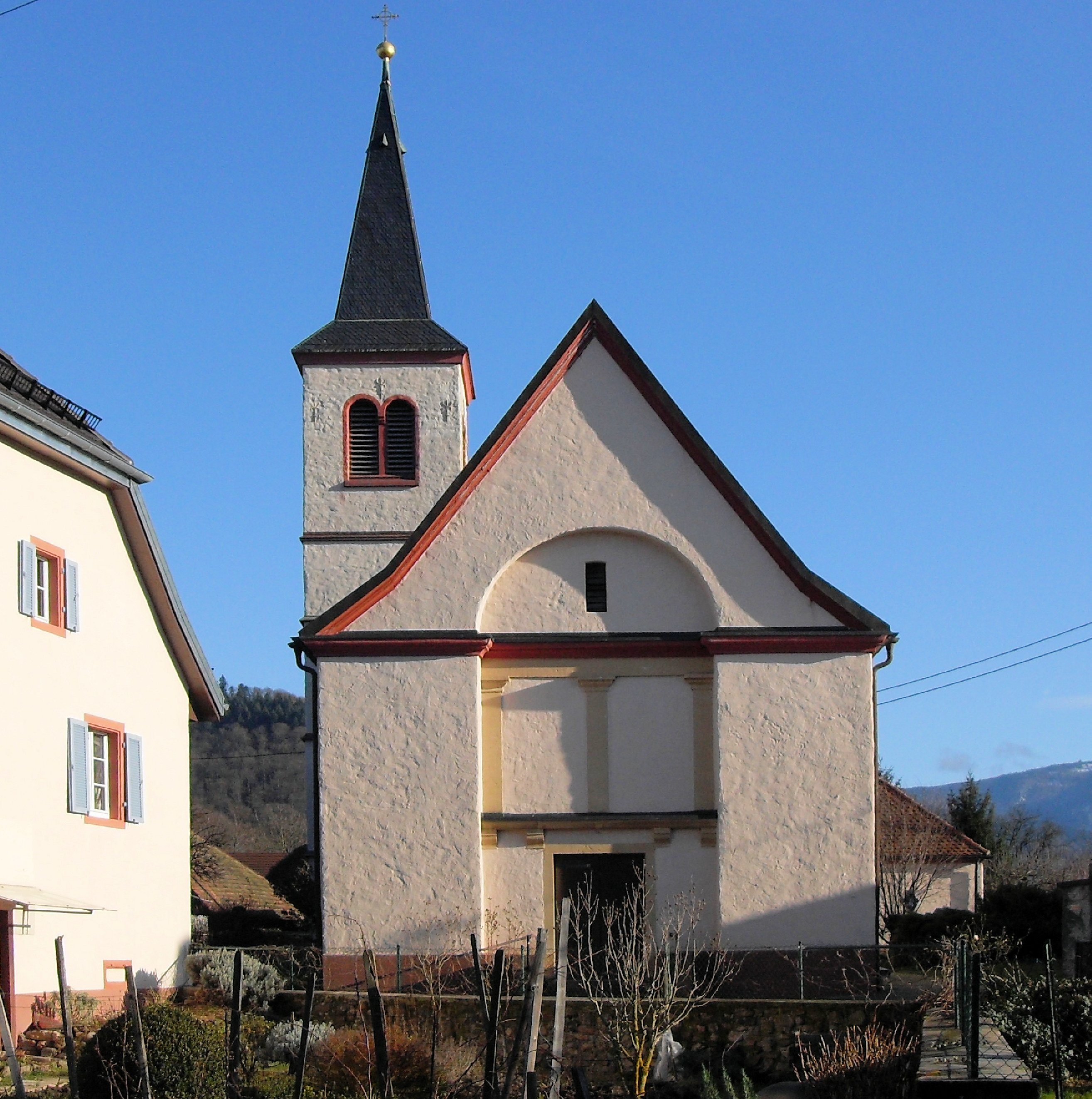
Kirche St. Agatha in Grunern

St. Agatha ist die römisch-katholische Pfarrkirche von Grunern, durch Eingemeindung 1973 Stadtteil von Staufen im Breisgau. Die Pfarrgemeinde Grunern bildet seit 2005 mit St. Martin in Staufen, St. Vitus in Wettelbrunn und St. Trudpert in Münstertal die Seelsorgeeinheit Staufen-St. Trudpert im Dekanat Breisach-Neuenburg der Erzdiözese Freiburg. Die Baugeschichte ihrer Kirche wurde durch den Kunsthistoriker Hermann Brommer erforscht (siehe Literatur).

## Baugeschichte

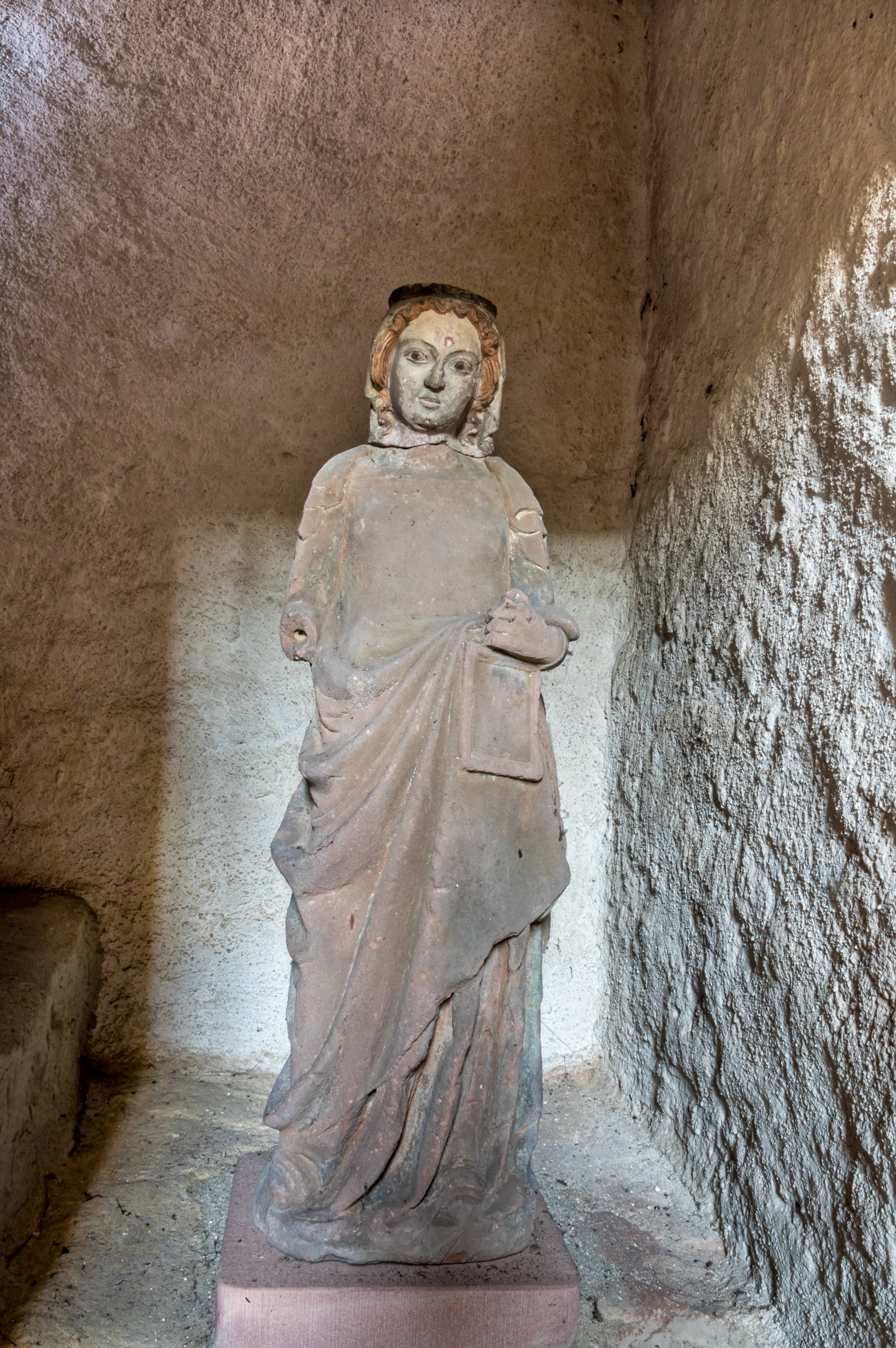
Gotische Skulptur der heiligen Agatha im Treppenaufgang

Das Dorf Grunern wird 1144 in einer päpstlichen Bulle als „Gruonre cum ecclesia“ erstmals erwähnt, muss aber älter sein, weil die Kirche kaum das erste Bauwerk gewesen sein kann. Der Ortsname Gruonre, Groira, Grunr ist nach Form und Inhalt nicht gedeutet. Unabhängig von den wechselnden weltlichen Herrschaften bestand seit etwa 1360 das Patronat der Benediktinerabtei St. Trudpert in Münstertal, deren Mönche bis in das 18. Jahrhundert auch die Seelsorge ausübten, wodurch sich die Bürger Grunerns durchaus ausreichend betreut fühlten. Erst 1786 setzte sich der österreichische Kaiser Joseph II. in dem zu Vorderösterreich gehörenden Dorf durch, ließ einen Pfarrer einsetzen und ein eigenes Pfarrhaus errichten.

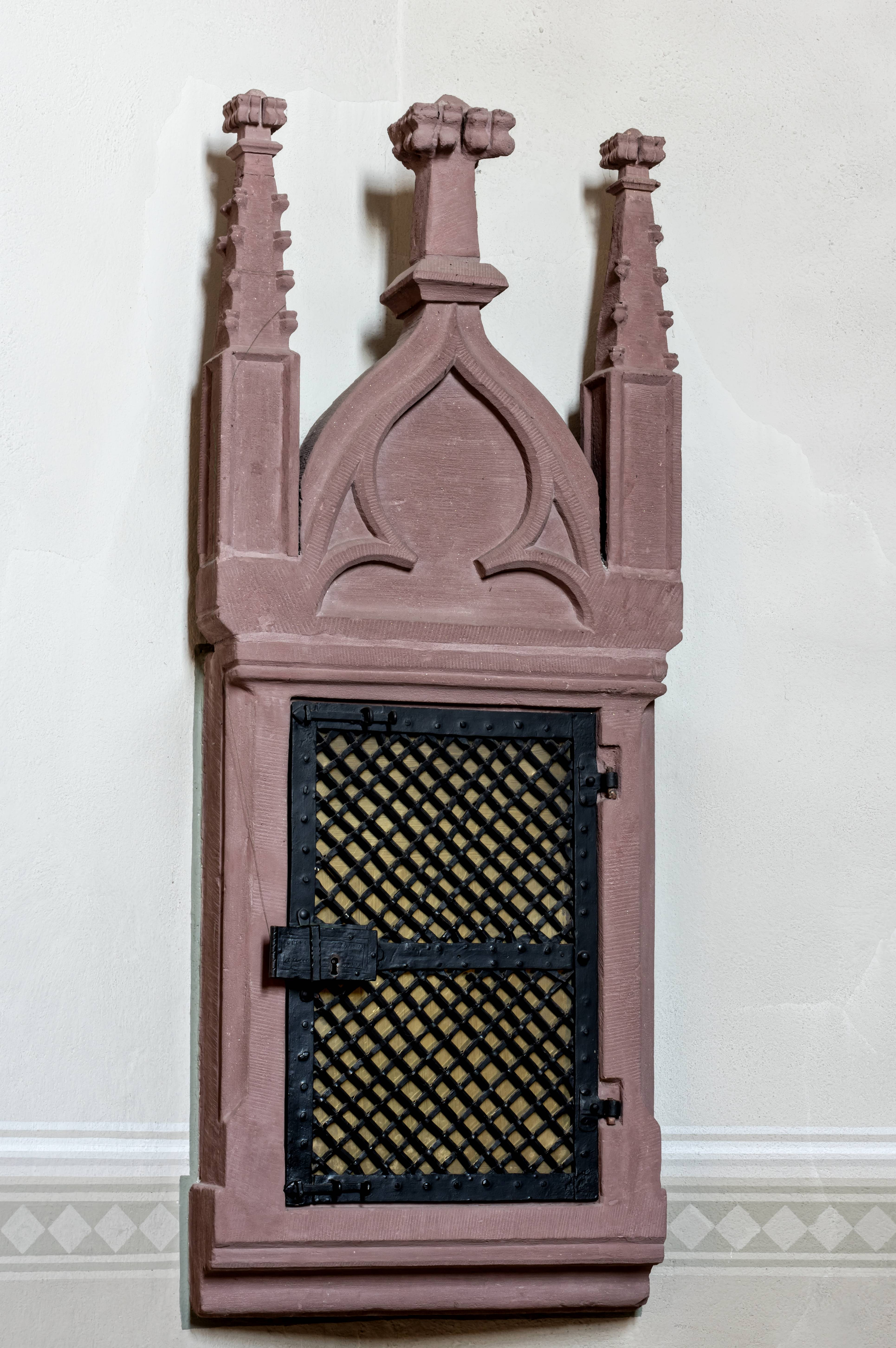
Gotisches Sakramentshaus

Fundamentmauern eines Kirchengebäudes aus dem 16. Jahrhundert wurden 1991/92 unter dem Fußboden des heutigen Gebäudes gefunden. Zeugnisse dieser Kirche sind immer noch zu sehen: Im Untergeschoss des Kirchturms ist die Jahreszahl 1539 zu lesen und das spätgotische Sakramentshäuschen im Chor sowie die gotische Figur der Agatha im Treppenaufgang zum Turm verweisen auf diese Zeit.
1725 beschloss der St. Trudperter Abt Augustin Sengler (1694–1731 im Amt) als Kirchherr, das Gebäude zu erneuern, das unter dem Dreißigjährigen Krieg gelitten hatte. Die Baupflicht für den Chor lag bei der Abtei, die einen Vertrag mit dem Maurermeister Christian Wilhelm aus Wettelbrunn schloss, der den Grundriss und die Proportionen für den Neubau vorlegte. Er erhielt gleichzeitig den Auftrag für den Neubau des Langhauses, für dessen Kosten der Kirchenfonds zuständig war, die Kirchenfabrik. 1727 wurde die neue Kirche vom Weihbischof des Bistums Konstanz, Franz Johann Anton von und zu Sirgenstein, geweiht.
1805 ging mit der Säkularisation die Baupflicht für den Chor von der Abtei St. Trudpert auf das neu gegründete Großherzogtum Baden über. Es bewilligte den Anbau einer Sakristei, der 1845 ausgeführt wurde. Für Langhaus und Turm blieb die Kirchenfabrik zuständig. Deren Gesuch, den Turm zu erhöhen, wurde von den Behörden aber zunächst abgelehnt, obgleich die Bürgerschaft Grunerns sich bereiterklärt hatte, „die Kosten aufzubringen, weil die Vorteile, daß durch die Erhöhung des Kirchturms das Geläute hörbarer werde und eine Kirchenuhr angebracht werden könne, ihr zu einleuchtend sind“.
1827 kam es zunächst zu einer Verlängerung des Langhauses um 21 Fuß, wofür die Risse und Kostenüberschläge von Gottlieb Lumpp und Georg Seywald vorgelegt wurden. Gottlieb Lumpp, ein Weinbrenner-Schüler, war von 1819 bis 1832 Kreisarchitekt im Raum Freiburg, wo von ihm neben der Portalfassade in Grunern noch der Turmaufsatz der Kirche St. Nikolaus in Lenzkirch, der umgebaute Turm der Jakobskirche in Malterdingen, die (nach seinen überarbeiteten Plänen erbaute) Kirche St. Romanus in Altvogtsburg und die Liebfrauenkirche des Klosters Günterstal zu sehen sind. 1832–1838 war Lumpp badischer Bezirksbaumeister in Bruchsal. Georg Seywald war ein Werkmeister aus Staufen im Breisgau und wohl mehr wie ein bauleitender Architekt tätig. Neben seiner Arbeit in Grunern ist seine Beteiligung an Umbauten des Wasserschlosses in Kirchhofen, der Friedhofskapelle St. Sebastian, des Kapuzinerklosters in Staufen und am Neubau der Pfarrkirche St. Bartholomäus in Heitersheim bekannt.
1860 kam es doch noch zu einer Erhöhung des Turms um 15 Fuß.
In den Jahren 1978–198585 erfolgte eine Außenrenovierung; 1991/92 schloss sich eine Innenrenovierung an.

## Kirchenpatronin
Agatha von Catania zählt zu den bedeutendsten Heiligen der altchristlichen Zeit. Der Legende nach hatte sie ein Leben im Stand der Jungfräulichkeit gelobt. Weil sie deshalb den Heiratsantrag des heidnischen Statthalters von Sizilien, Quintianus, abgelehnt habe, habe dieser sie foltern, ihr die Brüste abschneiden und sie auf glühenden Kohlen zu Tode rösten lassen. Ihr Kult breitete sich um 500 von Rom her aus. Sie ist Schutzpatronin der Armen, Hirten, Glockengießer und Goldschmiede und wird bei Brusterkrankungen und Feuersgefahren angerufen. Die heilige Agatha wird, wie auf einem Agathazettel, den der Kupferstecher Peter Mayer 1773 für Grunern graviert hat, mit den abgeschnittenen Brüsten auf einem Teller dargestellt. Daneben wird der Palmzweig der Märtyrer, die Lilie der Reinheit und ihr Grabspruch gezeigt: „Mentem sanctam, spontaneam, honorem Deo et patriae liberationem“ (Du heiliges Gemüt, das Gott die Ehre gegeben und das Vaterland errettet hat).

## Gebäude

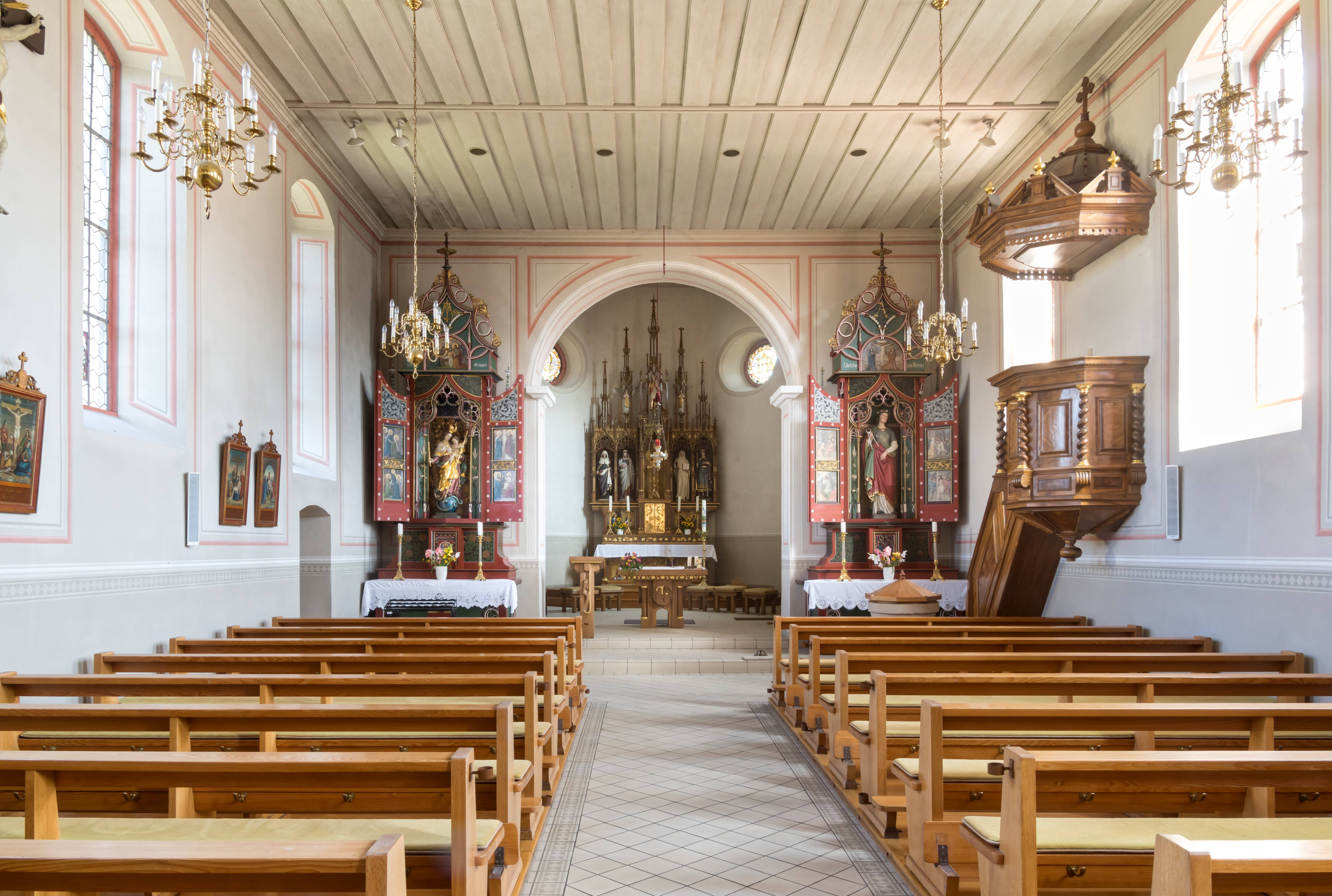
Blick vom Eingang zum Chor

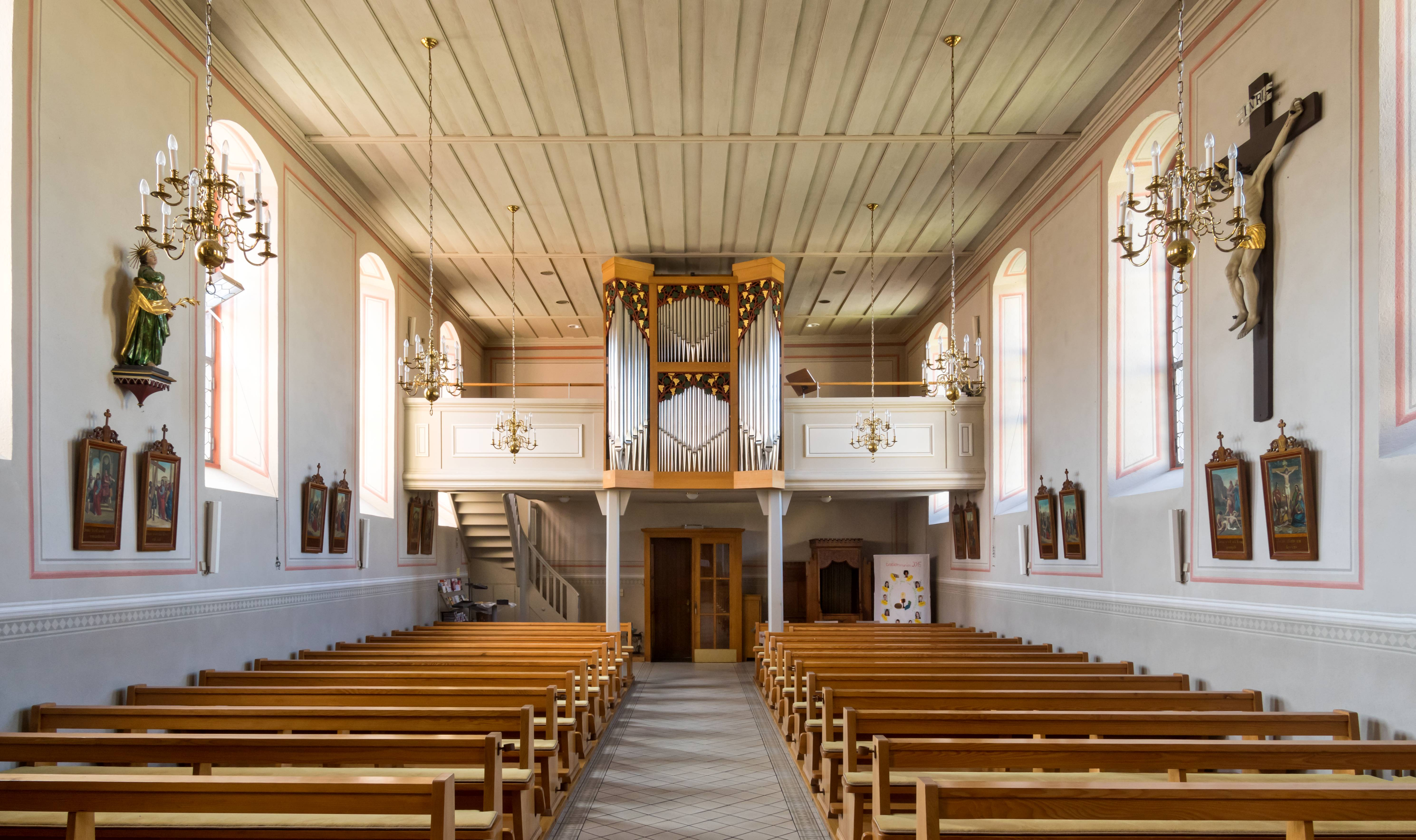
Blick vom Chor zum Eingang

Das Kirchenschiff ist auf jeder Seite durch fünf flachbogige, rot gefasste Fenster gegliedert. Der Chor mit einem Fünfachtelschluss ist eingezogen, was von außen wegen des auf die Nordseite gestellten Turms und der auf der Südseite angebauten Sakristei nur schwer abzulesen ist; er wird durch ein 1913 eingebautes Fenster an der Südseite und durch zwei querovale Okuli in den Schrägwänden erhellt.
Die Kirche steht mit ihrem Portalbereich auffällig an der Straße; eine Ecke berührt den Straßenrand. Dies ist die Konsequenz aus der Verlängerung des ursprünglich mit drei Fensterachsen sehr kurzen Kirchenschiffs um zwei weitere Fensterachsen. 1827 hatte man bei dem Umbau auf diese Weise genügend Platz für alle Gottesdienstbesucher geschaffen, wobei die Baumeister Lumpp und Seywald in Kauf genommen hatten, dass vor der Kirche nur noch ein sehr enger, dreieckiger Vorplatz verblieb. Das Portal ist durch eine leicht eingezogene Nische betont, die nach oben mit einem Rundbogen abschließt. Sie ist durch Simse in drei Etagen gegliedert. In der unteren befindet sich die Portaltür, das Gesims der mittleren – scheinbar durch vier Konsolen gestützt – zeigt drei Pilaster, die ihrerseits den Giebelgurt zu tragen scheinen, die dritte, rundbogig abgeschlossene, enthält ein schlitzartiges Fenster. „Schon beim ersten Blick ist so in den massiven Proportionen und in der Formensprache abzulesen, dass Bauleute in der Manier des großherzoglich-badischen Baudirektors Friedrich Weinbrenner für Grunern eine Kirchenverlängerung mit klassizistischen Stilmitteln Karlsruher Prägung geschaffen haben.“
Die drei unteren Geschosses des Turms stammen noch von dem Bau aus dem Jahr 1539, zu erkennen an den schlitzartigen Fenstern und den durch Gurte markierten, würfelartigen Stockwerken. Die Erhöhung weicht davon ab und beginnt mit einem schmalen Geschoss, über dem sich die sehr hohe Glockenstube mit länglichen, doppelt-rundbogigen Schallöffnungen anschließt, unter denen auf zwei Seiten nur wenig Platz für die eingezwängten Uhr-Zifferblätter verblieben ist.
Die gesamte Kirche ist mit einem leicht eingeknickten Satteldach gedeckt. Das spitze Pyramidendach des Turms ist noch deutlicher eingeschnürt.

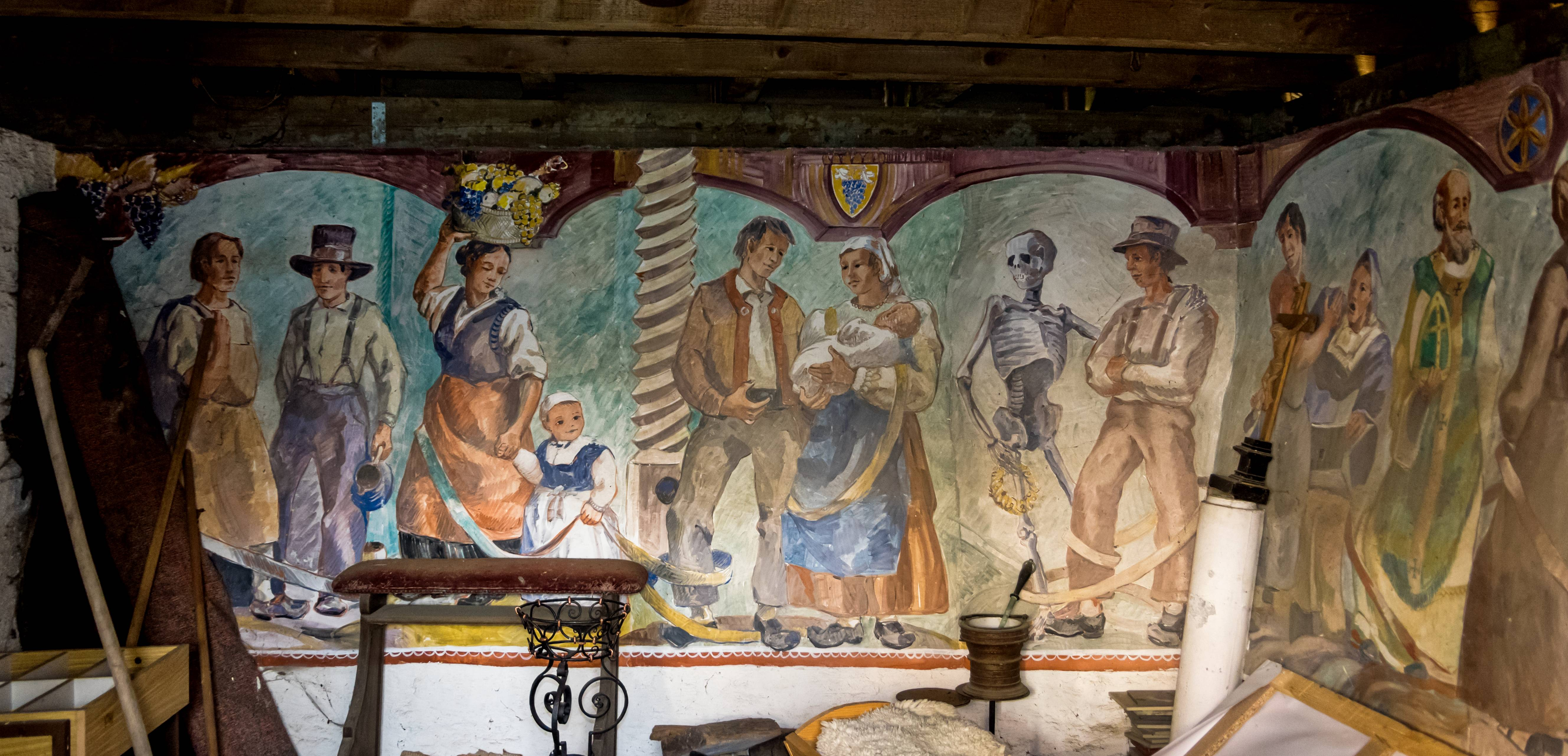
Totentanzgemälde im Beinhaus

Rund um die Kirche ist ein großer Teil der alten Friedhofsmauer aus dem 17. Jahrhundert erhalten, auf der 14 Kreuzwegstationen stehen, die seit 1774 nachweisbar sind. Sie wurden 1985 von dem Südtiroler Maler Roland Moroder (* 1948) restauriert, der gleichzeitig in dem alten Beinhäuschen von 1739 an zwei Wänden volkstümliche Szenen mit Grunerner Landleuten malte, die alle durch ein gemeinsames Band verbunden sind – wobei am Ende der Tod wie bei einem Totentanzgemälde einem Bauern freundschaftlich um die Schultern greift.

## Innenraum

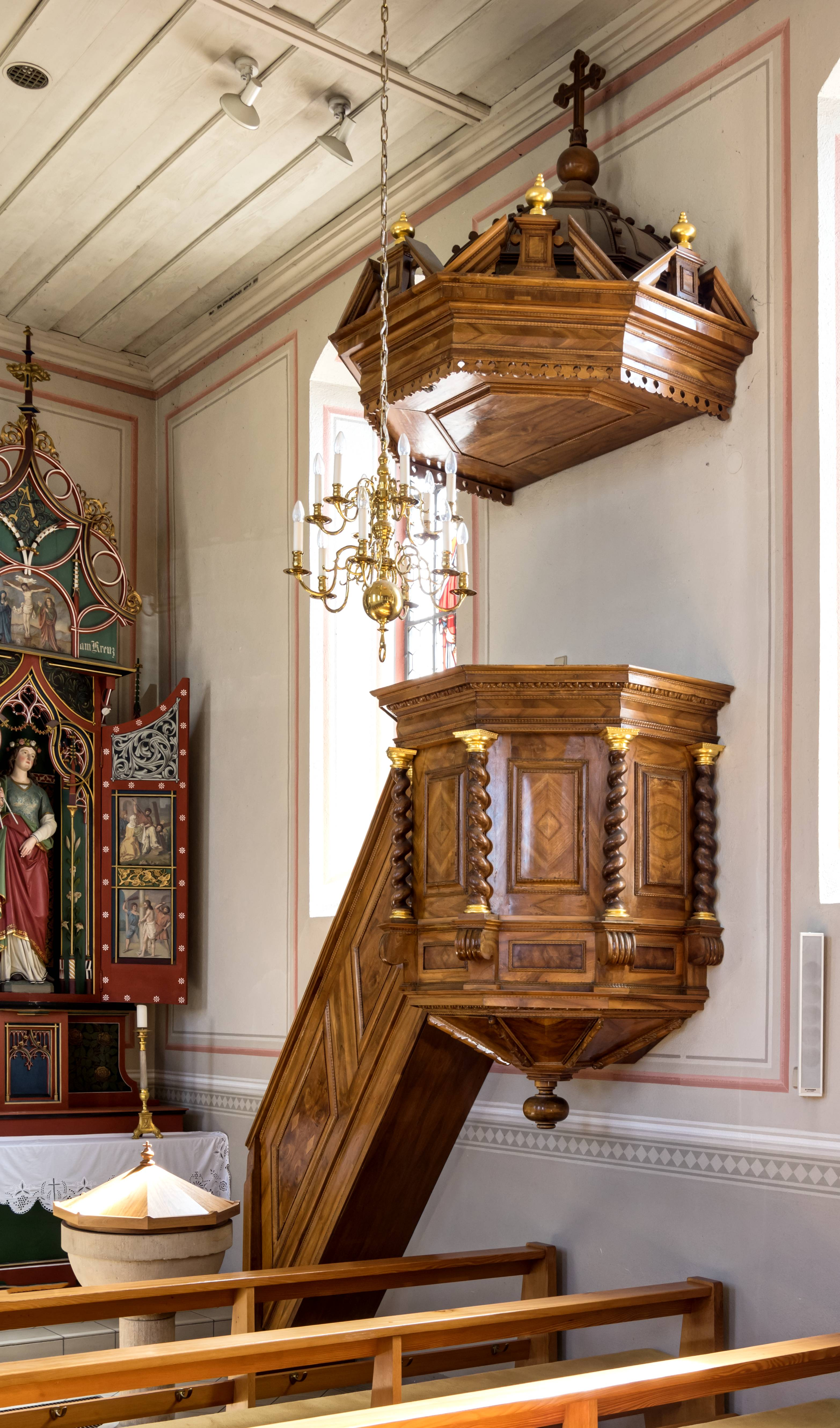
Die Kanzel

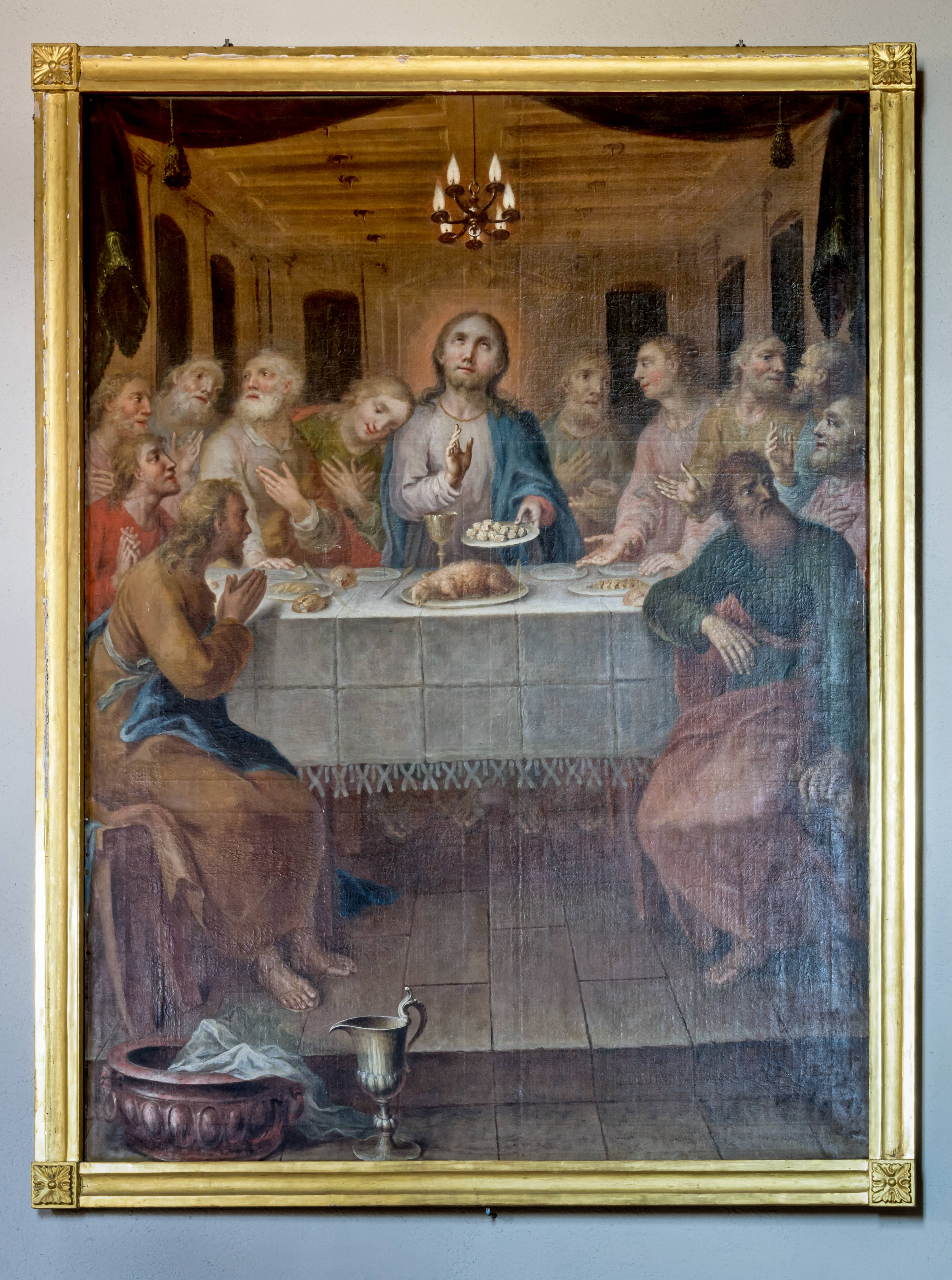
Simon Göser: Das letzte Abendmahl

Das rechteckige Langhaus ist von einer Holzdecke überspannt, die seit der letzten Innenrenovierung einheitlich gestrichen ist. Jede Seite hat fünf Fensteröffnungen, die durch Segmentbögen abgeschlossen sind. Bei der Renovierung 1991/92 sind sie mit Fensterscheiben im Bienenwabenmuster geschlossen worden, wobei jeweils in zwei Fenster ältere Glasbilder eingesetzt worden sind, auf der Nordseite Maria und Joseph mit einer Erinnerung an den im Deutsch-Französischen Krieg 1870/71 gefallenen Soldaten Joseph Gramelspacher, auf der Südseite, links und rechts der Kanzel, die Heiligen Agatha und Aloysius. An der Nordwand hängt ein Missionskreuz von 1859, gegenüber steht auf einer Konsole eine Skulptur der heiligen Agatha, wohl eine Prozessionsfigur, die der Barockkünstler Joseph Dorner (1731–1773) aus Ehrenstetten geschnitzt hat. Paarweise zusammengestellte Kreuzwegstationen sind an beiden Langhauswänden angebracht. Der Durchgang zum eingezogenen Chor wird durch einen großen Bogen gebildet.
Die Kanzel mit einer schweren Haube stammt aus dem 17. Jahrhundert und war vermutlich nicht für diese Kirche bestimmt; nach der Überlieferung im Dorf soll sie aus dem 1834 geschlossenen Kapuzinerkloster in Staufen stammen. Hermann Brommer ist aufgefallen, dass 1859 in den vier rechteckigen Seitenfeldern der Kanzel vier Apostelfiguren angebracht worden waren, die heute fehlen.
Der Chor hat ein großes Fenster in der Südwand und zwei Oculi im dreiseitigen Abschluss. An der Nordseite befindet sich der alte Turmaufgang, in dem die gotische Skulptur der heiligen Agatha ausgestellt ist. Daneben befindet sich ein großes, 1815 gestiftetes Abendmahlsgemälde, die letzte Arbeit von Simon Göser.
Der Choraltar ist ein neogotisches Werk des Bildhauers Josef Eberle aus Überlingen aus dem Jahr 1892. Er wird bekrönt von fünf feinen Fialen. Hauptfiguren sind die Heiligen Elisabeth von Thüringen, Agnes, Bernhard von Clairvaux und König Ludwig von Frankreich, in der Predella links und rechts des Tabernakels sind Kasimir, Theresia, Klara und Isidor der Bauer dargestellt. Vor dem Altartisch sind Abraham, Melchisedek und Moses zu sehen, im Gesprenge über dem Altar der Erzengel Michael mit zwei Begleitengeln. „Das ergibt insgesamt eine Heiligenzusammenstellung, die auf Eucharistie, Nächstenliebe, Hingabe an Gott und auf eine Vorbildfunktion für die gläubigen Betrachter eingestellt wurde.“
Die beiden Seitenaltäre „in ihrer fröhlichen Farbigkeit und feingliedrigen Gestaltung [… sind …] Kostbarkeiten aus dem ersten Jahrzehnt des 20. Jh.“ 1908/10 geschaffen, wurden sie von Raimund Jeblinger konzipiert, geschnitzt hat sie Sebastian Wiehl (1853–1910). In den Agathenaltar auf der rechten Seite wurde eine bereits vorhandene, sehr große Figur der Agatha übernommen, die Malerei des Schmerzhaften Rosenkranzes stammen von einem nicht identifizierten Maler Wolf Müller. Die Szenen des Marienlebens im linken Seitenaltar malte der Freiburger Joseph Schultis.

## Orgel
Die Nachrichten über eine erste Orgel sind etwas verwirrend. Der Orgelsachverständige Bernd Sulzmann listet in den Werken von Xaver Bernauer aus Staufen 1813 eines für Grunern auf. Andererseits sollte es sich dabei um die Orgel handeln, die 1816 „der Freifrau von Gleichenstein für 68 fl abgekauft“ und im Chor der Kirche aufgestellt wurde. Bereits 1828 soll Johann Rotzinger, der Gründer des Armenfonds von Grunern, eine neue Orgel gestiftet haben, die 1867 durch Fridolin Merklin repariert und erweitert wurde. Eine 1922 von F. W. Schwarz in Überlingen gebaute und von Johannes Rotzinger gestiftete Orgel musste 1971 nach etlichen erfolglosen Restaurierungsbemühungen vorübergehend durch ein elektronisches Keyboard ersetzt werden.
Nach zehnjähriger Planung wurde 2002 der Waldkircher Orgelbaufirma Wolfram Stützle der Auftrag zum Bau einer neuen Orgel erteilt, die 2007 eingeweiht werden konnte. Sie wurde als Brüstungsorgel ausgeführt, um die erforderliche Höhe für eine freie Klangentfaltung zu erreichen. Der Organist sitzt deshalb nicht vor, sondern hinter dem Instrument. Dieses verfügt über 1048 Pfeifen in 18 Registern, verteilt auf zwei Manuale und Pedal. Die Ornament-Verzierung in Form eines Traubenmotivs stammt von dem Bildhauer Wolfgang Kleiser (* 1936) aus Vöhrenbach. Neben der Begleitung des Gemeindegesangs eignet sich die Orgel, die nach der Vallotti-Stimmung temperiert ist, vor allem für die sogenannte „Alte Musik“ des 17. und 18. Jahrhunderts, die auf ihr besonders schön klingt, wie die Organistin Monika Gnann sagt. Das Register Eugenie im Hauptwerk erhielt seinen Namen zu Ehren der langjährigen Organistin Eugenie Freudig.
| I Hauptwerk C–a3 |                            |        |
| 1.               | Prinzipal                  | 8′     |
| 2.               | Bordun                     | 8′     |
| 3.               | Eugenie (leiser Streicher) | 8′     |
| 4.               | Oktav                      | 4′     |
| 5.               | Spitzflöte                 | 4′     |
| 6.               | Nasard                     | 2 ⁄3′  |
| 7.               | Oktav                      | 2′     |
| 8.               | Terz                       | 1 3⁄5′ |
| 9.               | Mixtur II                  | 1 ⁄3′  |
|                  | Kanaltremulant             |        |
|                  | Zimbelstern                |        |

| II Oberwerk C–a3 |            |       |
| 9.               | Coppel     | 8′    |
| 10.              | Flöte      | 4′    |
| 11.              | Flageolett | 2′    |
| 12.              | Larigot    | 1 ⁄3′ |
| 15.              | Hautbois   | 8′    |

| Pedal C–f1 |             |     |
| 16.        | Subbass     | 16′ |
| 17.        | Oktavbass   | 8′  |
| 18.        | Gedecktbass | 8′  |
| 20.        | Trompetbass | 8′  |

- Koppeln: I/II, I/P, II/P

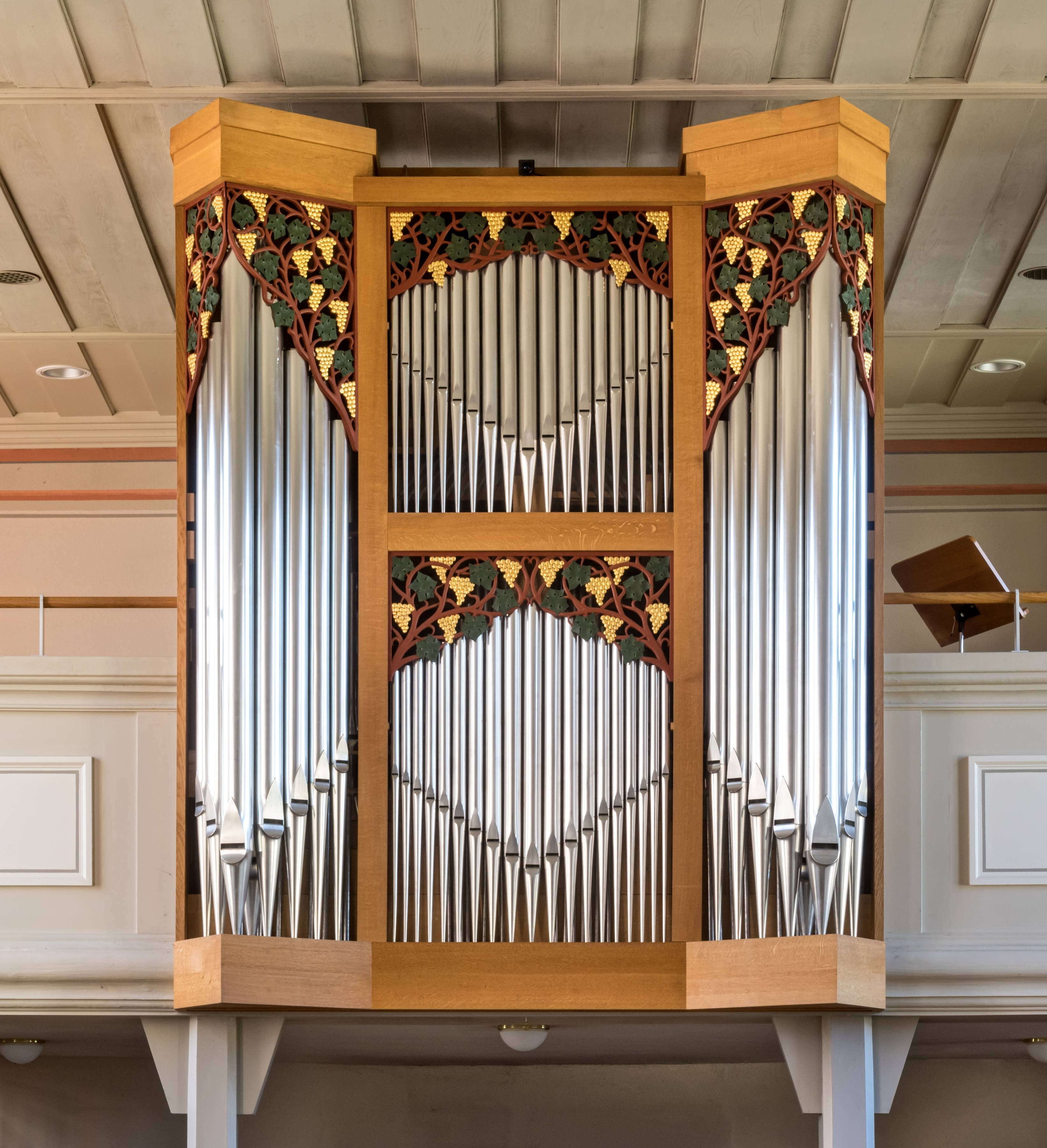
Die Orgel von 2007

- Spielhilfe: Kollektivtritt „Choralforte“

## Glocken
Die Kirche hatte 1860 bei der Erhöhung des Glockenturms drei neue Glocken der Glockengießerei Rosenlächer in Konstanz erhalten, wozu die alten Glocken eingeschmolzen wurden.
| Name               | Schlagton | Gewicht    | Inschrift |
| ------------------ | --------- | ---------- | --- |
| Abendmahlsglocke   | g         | 1198 Pfund | Kommet zu mir alle, die ihr mühselig und beladen seid, ich will euch erquicken                                    |
| Muttergottesglocke | b         | 610 Pund   | Unter deinen Schutz und Schirm fliehen wir, heilige Gottesgebärerin, allzeit reine und unbefleckte Jungfrau Maria |
| Agathaglocke       | d         | 359 Pfund  | Hl. Jungfrau und Martyrin Agatha, unsere Schutzpatronin, bitte für uns und bewahre uns vor Hagel und Feuersgefahr |

Nach dem Verlust im Ersten Weltkrieg wurden die beiden kleineren Glocken 1923 wieder durch eine Agathaglocke und eine Schutzengelglocke der Glockengießerei Gebrüder Bachert ersetzt. Nach dem Verlust im Zweiten Weltkrieg waren 1949 die beiden großen neu zu gießen. So verfügt die Kirche heute weiterhin über ein dreistimmiges Bronzegeläut:
| Name              | Gussjahr | Gießerei                  | Durchmesser | Gewicht | Schlagton |
| ----------------- | -------- | ------------------------- | ----------- | ------- | --------- |
| Abendmahlsglocke  | 1949     | Glockengießerei Grüninger | 1016 mm0    | 646 kg  | g′±0      |
| Marienglocke      | 1949     | Glockengießerei Grüninger | 875 mm      | 393 kg  | b′±0      |
| Schutzengelglocke | 1922     | Gebrüder Bachert          | 685 mm      | 185 kg  | d″+1      |

## Würdigung
„Der Opferwille der Grunerner Pfarrangehörigen (führte) zu einer interessanten Eigenprägung der Kirche, (die) auch an der Entstehungsgeschichte der neugotischen Altäre abzulesen (ist), die den Kirchenraum seit der Restaurierung 1991/92 wieder bereichern und glücklich mitprägen“.